# Lithophorus tuberosus
Lithophorus tuberosus is een keversoort uit de familie knotshoutkevers (Bothrideridae). De wetenschappelijke naam van de soort werd in 1916 gepubliceerd door Antoine Henri Grouvelle.